# Заветы Ильича (платформа)
Заве́ты Ильича́ — остановочный пункт Ярославского направления Московской железной дороги в одноимённом микрорайоне города Пушкино Московской области.
Платформа построена в 1935 году. Названа по соседнему дачному посёлку Заветы Ильича (ныне микрорайон города Пушкина), построенному для работников Наркомата связи РСФСР.

## Описание
На остановочном пункте имеется две боковые электрифицированные, оборудованные турникетами платформы, на платформе № 1 расположена билетная касса. Платформы соединены наземным пешеходным переходом. В 500 м к северу от остановочного пункта, в районе улицы Марата также расположен подземный пешеходный переход. На платформе останавливаются пригородные поезда Москва — Софрино, Москва — Красноармейск, Москва — Сергиев Посад, Москва — Александров.

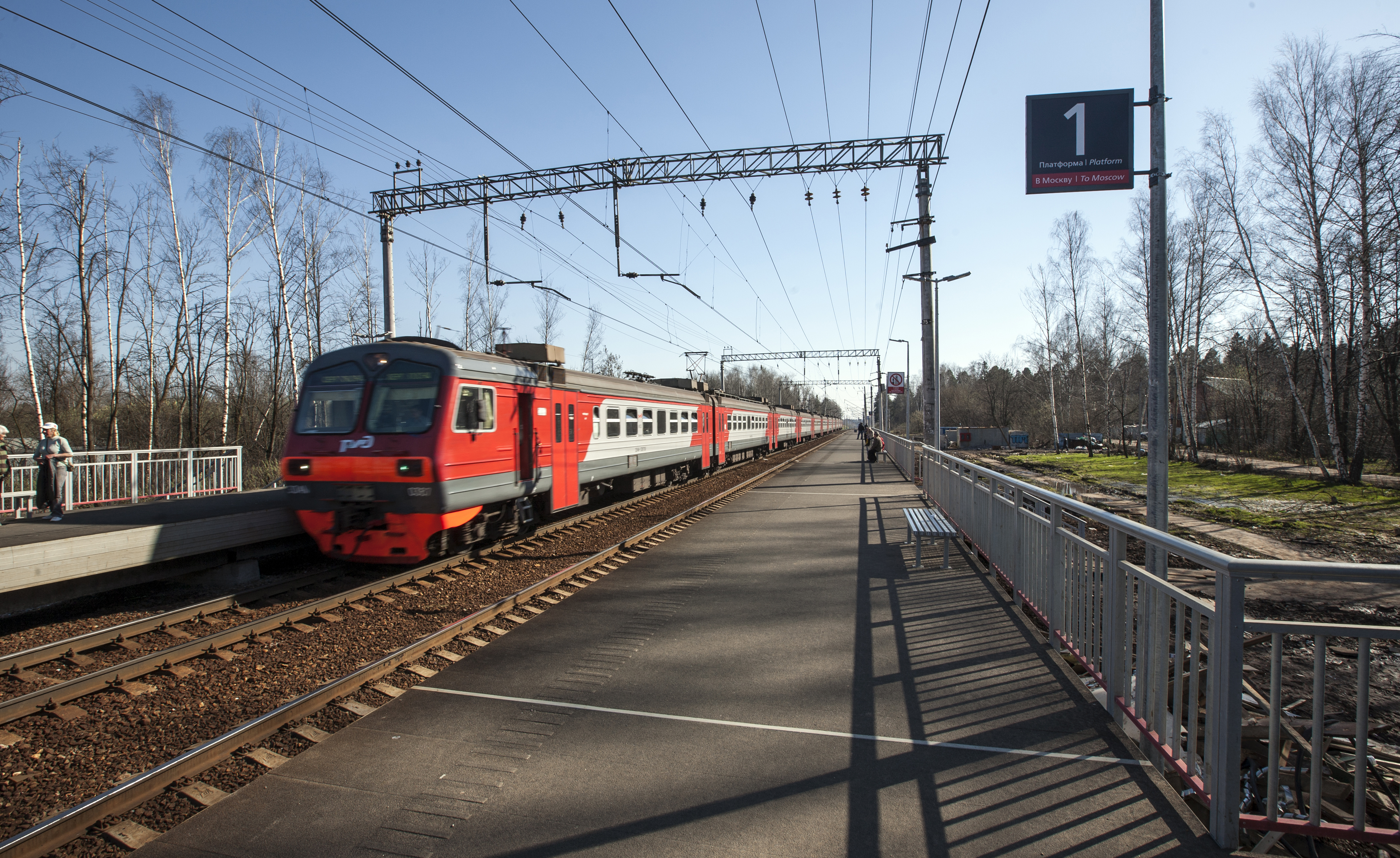
Электропоезд ЭД4М на платформе

В 2013 году остановочный пункт полностью реконструирован, проведена замена железобетонных конструкций на конструкции из стеклокомпозитных материалов, накрытых сплошным настилом

## Общественный транспорт
С восточной стороны
| № маршрута автобуса | Станции железной дороги | Конечные остановки                                       |
| ------------------- | ----------------------- | -------------------------------------------------------- |
| 14                  | Пушкино                 | ул. Марата, Пушкино (через мкр. Дзержинец)               |
| 60 (без льгот)      | Пушкино                 | ул. Марата, Пушкино (через мкр. Дзержинец — мкр. Арманд) |
| б/н (заказной)      | -                       | Globus                                                   |

## Упоминания в произведениях
Остановочный пункт Заветы Ильича упоминается в одноимённой песне бардовского дуэта «Иваси» (Алексей Иващенко и Георгий Васильев). Также упоминается в романе Ольги Шориной «Огола и Оголива».